# Фока Синопский
Фо́ка Сино́пский (греч. Φωκά Επισκόπου Σινώπης; Синоп — 117, Синоп) — раннехристианский святой, епископ города Синоп, почитается как священномученик, память совершается в Православной церкви (по юлианскому календарю) 22 сентября, в Католической церкви 5 октября.

## Жизнеописание
Фока происходил родом из города Синоп и, приняв христианство, отличался ревностью в проповеди Евангелия и благочестием в личной жизни. Стал епископом города Синопа.
В период гонений на христиан со стороны римского императора Траяна (98—117) был подвергнут мучениям и казнён в 117 году.
Относительно местонахождения мощей священномученика нет однозначных данных. Известен гимн, написанный в VI веке святителем Иоанном Златоустом на перенесение мощей священномученика Фоки из Понта в Константинополь, в связи с чем перенесение датируется 404 годом.
Также известно о древневизантийской церкви Балатлар Килисеси в Синопе, построенной на месте его мученической кончины не позднее 606 года. Археологические раскопки, проведённые турецкими учёными в 2013 году, выявили в церкви древнейший каменный реликварий с раннехристианскими предметами и костными останками, что, предположительно, может свидетельствовать об обнаружении захоронения священномученика Фоки.